# Fernando Stevenazzi
Fernando Stevenazzi (nació en Tacuarembó en 1947) es un artista y ceramista uruguayo.
Egresó de la Instituto Escuela Nacional de Bellas Artes (IENBA) de la Universidad de la República como creador plástico en 1972. Vive en Paso de los Toros donde fue docente de la Escuela Técnica, UTU en Cerámica, entre otros trabajos.
Se destaca su colección "Cicatrices", caracterizada por la combinación de cerámica con alambre de púa y otros elementos poco convencionales.
Es autor de una escultura conmemorativa de la creciente de 1959 en Rincón del Bonete.
En 2006, expuso Museo San Fernando.